# SM U–21 (Osztrák–Magyar Monarchia)
Az SM U-21 a Császári és Királyi Haditengerészet Havmanden-osztályú tengeralattjárója volt, építését Linzben a Magyar Tengeralattjáró-építő Rt. (UBAG) telephelyein végezték, majd Fiumében fejezték be. 1917. augusztus 15-én állították szolgálatba, de a hajó már kezdeti útjain is számos technikai hiányosságról tanúskodott, ami miatt a háború során nem tudott tényleges harci eredményt elérni. 

## Tervezése és építése
Az U-21 a Dán Királyi Haditengerészet ún. Havmanden-osztályú tengeralattjáróin alapultak. Ezeket a hajókat, elsőként a Havmanden-t a fiumei Whitehead céggel kötött szerződés alapján kezdték el építeni 1911-ben. 
1915-ben lovag Thierry Ferenc fregattkapitány, a tengeralattjáró erők parancsnokának szorgalmazására a Császári és Királyi Haditengerészet parancsnoksága úgy határozott, hogy a Whitehead Művek által lefoglalt Havmanden-típusú tengeralattjáró-tervek alapján, hazai gyárakban új tengeralattjárókat építtet a flotta számára. Az új hajók megépítésére a Whitehead Művek tulajdonosa, Robert Whitehead 1915. február 28-án megalapította a Magyar Tengeralattjáró-építő Részvénytársaságot. Whitehead munkásainak és gyártelepének egy részét a részvénytársaság rendelkezésére bocsátotta. Így jött létre a Magyar Tengeralattjáró-építő Rt. (Ungarische Unterseebootsbau AG, hivatalos rövidítése: UBAG). A trieszti Stabilimento Tecnico és a polai Arzenál, valamint a Danubius hajógyárakkal lefolytatott konkurenciaharcok után az a kompromisszum született, hogy a négy tengeralattjáró fődarabjait a Stabilimento Tecnico és a polai Arzenál szállítja, az összeállítást pedig a Whitehead leányvállalata az UBAG és a polai Arzenál hajtja végre. 
Az SM U-21 volt az új hajóosztály második darabja, gerincét 1915 nyarán fektették le, 1917. augusztus 15-én bocsátották vízre. Az elkészült új tengeralattjáró a már megépült-és épülő testvérhajóival (U-20, U-21, U-23) együtt későbbi próbaútjaikon nyilvánvalóvá vált, hogy a Hamvaden-típusú tengeralattjárók 1917-re nagyrészt elavulttá váltak, emellett szolgálatuk során számos technikai hibára derült fény, mely akadályozta a hajók eredményes tevékenységét.

## Szolgálata
A tengeralattjáró vízre bocsátását követően 1917. november 7-én Fiuméból Polába hajózott át. Itt további átalakításon volt kénytelen átesni, mivel a hajó próbaútjain a merülési próbák során a tengeralattjárónak túl sok időbe került a tengerszint alá való merülés. Augusztus 15-én állították hivatalosan is szolgálatba, parancsnoka Freiherr Hugo von Seyffertitz sorhajóhadnagy lett, aki a monarchia legjobb tengeralattjáró-tisztjei közé tartozott. 1917 szeptemberében egy próbamerülés során a hajó orra behorpadt, de hamarosan a kárt kijavították. A hónap végén a hajót Cattaróba vezényelték, és a tengeralattjáró 1917. szeptember 29-én futott ki Brioniból, majd október 1-én érkezett meg a Bocchéba. Az U-21 a megérkezését követő hónapokban az Otrantói-szorosban és Durazzo előtt hajtott végre őrjáratokat, de mindezek eredménytelenül zárultak. 
Október 15-én kifutott a Cattarói-öbölből őrjáratra indult a Jón-tengerre, azonban másnap a hajótorony  nyílászáróinak  tömítése ereszteni kezdett,  így a hajó képtelen volt lemerülni és visszafordult. A hajó október 18-án futott be Cattaróba, majd von Seyffertitz jelentést küldött a hajó műszaki állapotáról a császári és királyi flottaparancsnokságnak. A sorhajóhadnagy többek közt leírta, hogy a hajó motorját láthatóan túlméretezték, működése megbízhatatlan és a karbantartása rendkívül sok időt igényel. A tengeralattjárón a motor mellett több üzemzavar is bekövetkezett, továbbá a szigetelések-és a tömítések is több helyen elszakadtak vagy tönkrementek. 
1917. október 21-én a hajót visszarendelték Polába, ahol a Tengerészeti Arzenálban rövid idő alatt egy nagyobb gépjavítást hajtottak végre rajta. 1918. március 24-én az U-21 parancsnokságát Robert Dürrial sorhajóhadnagy vette át. 1918. június 1-én a tengeralattjáró kifutott Polából és június 6-áig a haditengerészet újonnan felállított Tengeralattjáró-elhárító Flottillájával gyakorlatozott. Június 7-én befutott Cattaróba, majd Antivari, Medua és Puntra Maesta környékén járőrözött. Június 16-án eltörött az egyik dugattyúja és visszatért Cattaróba. Innen június 25-én Polába vontatták gépjavításra.
1918. augusztus 28-án a hajó parancsnokságát csicseri Csicsery László sorhajóhadnagy vette át, aki a háború végéig betöltötte ezt a tisztséget. A háború befejezését követően az olaszok a búvárnaszádot 1919. március 23-án átvitték Velencébe. A békeszerződések megkötését követően a hajót jóvátételként Olaszországnak ítélték, és 1920-ban szétbontották. 

## Parancsnokai
| Név                           | Rang           | Hivatal kezdete     | Hivatal vége        |
| ----------------------------- | -------------- | ------------------- | ------------------- |
| Josef Holub                   | sorhajóhadnagy | 1916. június 29.    | 1917. február 24.   |
| Freiherr Hugo von Seyffertitz | sorhajóhadnagy | 1917. augusztus 15. | 1918. március 24.   |
| Robert Dürrial                | sorhajóhadnagy | 1918. március 24.   | 1918. augusztus 28. |
| Csicsery László               | sorhajóhadnagy | 1918. augusztus 28. | 1918. október 31.   |